# Acanthomytilus chui
Acanthomytilus chui är en insektsart som beskrevs av Sadao Takagi 1970. Acanthomytilus chui ingår i släktet Acanthomytilus och familjen pansarsköldlöss. Inga underarter finns listade i Catalogue of Life.